# Louis Vanhemelrijck
Louis Vanhemelrijck (* 24. Oktober 1938 in Antwerpen; † 13. Juli 2017 ebenda) war ein belgischer Fußballspieler und -trainer, der zehn Jahre lang für den Beerschot VAC in der ersten belgischen Liga spielte.

## Leben und Karriere
Vanhemelrijk spielte als Jugendspieler beim KV Luchtbalboys aus dem Antwerpener Stadtteil Luchtbal. Mit 16 Jahren wechselte er zum Beerschot VAC, für den er ab 1956 in der ersten Mannschaft spielte. Zunächst war er als linker Mittelfeldspieler aktiv, wechselte jedoch später in die Innenverteidigung des Teams. In seinen zehn Spielzeiten spielte er unter anderem mit Rik Coppens in einer Elf. Der „Gentleman-Fußballer – eisenhart auf dem Platz, freundlich im Privatleben“ wurde bald Publikumsliebling im ’t Kiel, dem Antwerpener Olympiastadion. Insgesamt kam er auf 278 Einsätze für den Beerschot VAC, dabei erzielte er 39 Tore. Darüber hinaus spielte er für Belgien in der U23-Nationalmannschaft und in der Militärauswahl.
Nach seiner aktiven Zeit als Spieler war Vanhemelrijck als Trainer für Beerschot tätig, zunächst für die zweite Mannschaft, dann als Kotrainer von Ladislav Novák und Leon Nollet. Nach dem Abstieg 1981 bildete er in der Saison 1981/82 gemeinsam mit seinen ehemaligen Teamkameraden Rik Coppens und Cois Geeraerts das Trainertrio, das Beerschot VAC in der Aufstiegsrunde zur direkten Rückkehr in die Erste Division führte. Kurzzeitig trainierte er 1985 bis 1987 die Mannschaft City Pirates aus dem Antwerpener Stadtteil Merksem, später die Jugend des Beerschot VAC.